# فرج الله الشاذلي
الشيخ فرج الله الشاذلي (1948 - 5 يونيو 2017) قارئ قرآن مصري ويعد أحد أعلام هذا المجال البارزين، من مواليد قرية أرمانية، مركز إيتاي البارود، محافظة البحيرة. حفظ الشيخ الراحل القرآن الكريم وهو في سن الثامنة والتحق بمعهد القراءات عام 1971، ليحصل على العالية ويتخرج منه عام 1979 ثم التحق عام 1980 بكلية الدراسات العربية والإسلامية بالأزهر الشريف.
وفي العام 1997 التحق بالدراسات العليا بقسم الأدب، وحصل عام 2001 على درجة الماجستير بتقدير امتياز، وفي عام 2004 م نال الدكتوراه بتقدير امتياز مع مرتبة الشرف. شغل منصب الأمين العام لنقابة القراء  ثم نائبا لنقيب القرآء  وكما شغل أيضا منصب نقيب قراء محافظة البحيرة وعمل شيخا لمقرأة المسجد الأحمدي بطنطا مسجد ابراهيم الدسوقي بمدينة دسوق ودرس القراءات وكان سفيرًا للقرآن الكريم في معظم بلاد العالم قارئًا ومعلمًا ومحكمًا. الجدير بالذكر أن الشيخ كان يؤم الجالية المصرية بدولة النمسا في هذا الشهر الكريم حيث سافر فضيلته يوم الجمعة 29 شعبان 1438 الموافق 26 مايو 2017 إلى دولة النمسا للعام الثاني على التوالى سفيرا للقراء لإحياء ليالي شهر رمضان المبارك 1438 مبعوثا من قبل وزارة الأوقاف المصرية.
توفي الشيخ داخل مستشفى الجلاء العسكري بالقاهرة بعد عودته من دولة النمسا ودفن بمسقط رأسه بقرية أرمانيا مركز إيتاي البارود محافظه البحيره رحم الله الشيخ وأسكنه الفردوس الأعلى وجعل القرآن شفيعا له يوم القيامة 
كما نسأل الله أن يوفق نجله معالي الأستاذ الدكتور أحمد فرج الله الشاذلي والذي يعمل مدرسا بالأزهر الشريف ويشغل منصب نقيب قراء محافظة البحيرة وعضو المجلس الأعلى لنقابة القراء 
تحياتي /مصطفى جودة 
خادم القران وأهله 

## الأذان الشيعي

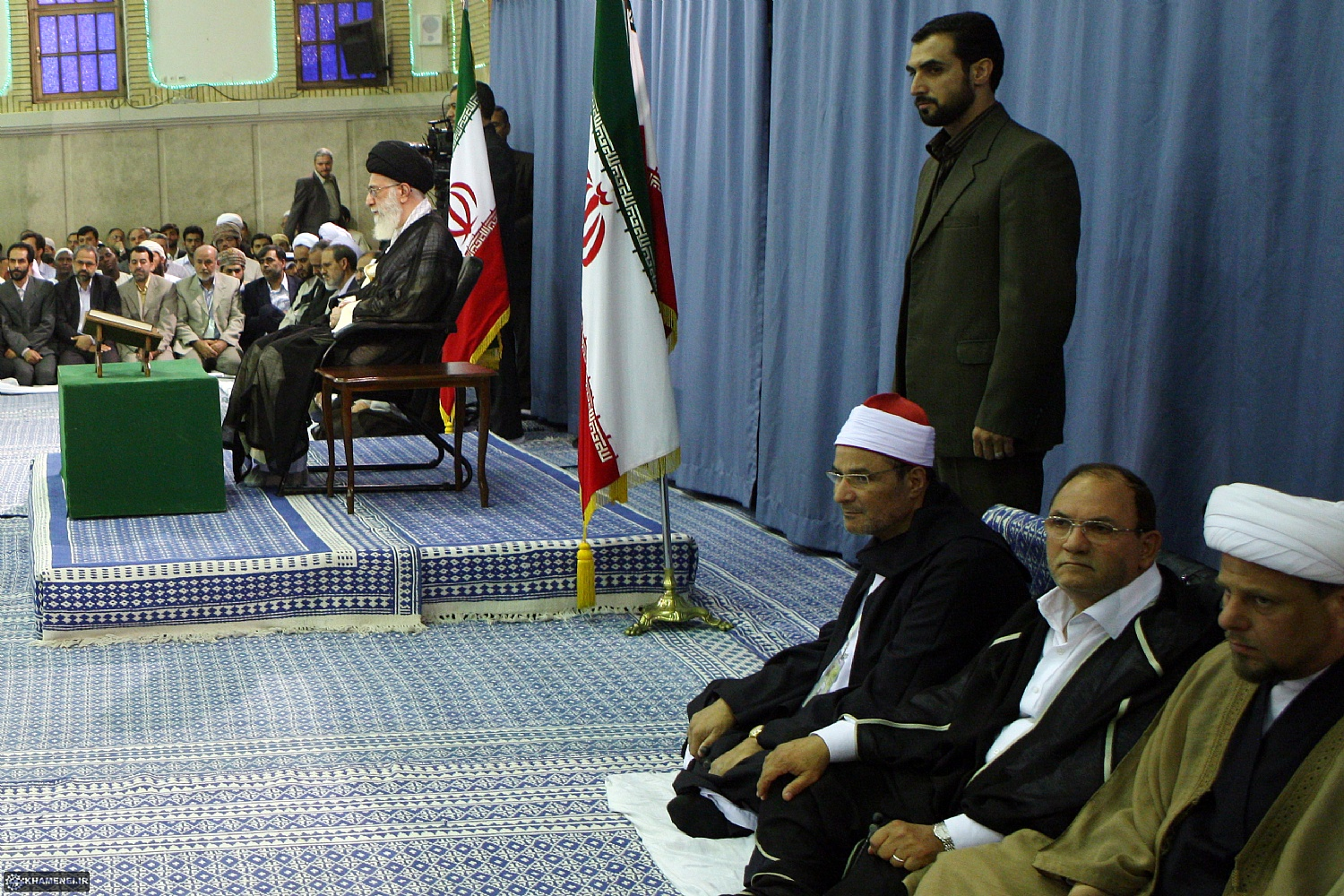
فرج الله الشاذلي بجانب أحمد نعينع في لقاء المشاركين في مسابقة القرآن الكريم الدولية في إيران مع قائد الثورة الإسلامية علي خامنئي في 15 يوليو 2010 في "حسينية الإمام الخميني"، طهران

في الفترة السابقة توقف القارئ عن القراءة في الإذاعة والتليفزيون المصري وذلك بعد أن قام الشيخ فرج الله الشاذلي أمين عام النقابة برفع أذان الشيعة في مسجد الكوفة بالعراق، وقرر بالإجماع إيقافه عن تمثيل النقابة لحين الرد من وزير الأوقاف ومشيخة الأزهر. وأوضحت النقابة أنها قدرت اعتذار الشيخ الشاذلي إلا أن النقابة أوقفت الشيخ عن القراءة.
في ذلك الوقت قال الشيخ فرج الله الشاذلي في تصريحات صحفية عقب الاجتماع: "أؤيد هذا القرار الذي اتخذه أعضاء مجلس إدارة النقابة، وأشكر أعضاء النقابة على تعهدهم إياي بتفهم الموقف بعد أن قدمت الاعتذار لهم خاصة، وبالاعتذار العام لمشيخة الأزهر المتمثلة في شخص الدكتور أحمد الطيب شيخ الأزهر، ووزارة الأوقاف متمثلة في شخص الدكتور محمد مختار جمعة ولدار الإفتاء متمثلة في شخص المفتي ولكافة المسلمين في مصر والعالم الإسلامي. وأضاف: أعلن اعتذاري وأسفي على هذه الزلة وسأظل سني المذهب تابع لأهل السنة والجماعة أزهري الدراسة وأعتز بأزهريتي وديانتي، وأشكر الذين عملوا على إبراز هذه المسألة لتكون بمثابة تحذير وتوصية لجميع القراء الذين يذهبون لتلك البلاد، كي لا يقعوا فيما وقعت فيه من هذا الفخ، واختتم بقوله “ربنا لا تؤاخذنا إن نسينا أو أخطأنا”.

## وفاته
توفي في 10 رمضان 1438 هـ الموافق 5 يونيو 2017 عن عمر يناهز تسعة وستين عاماً، في مستشفى الجلاء العسكري بالقاهرة وشيعت الجنازة يوم الثلاثاء بقريته أرمانية التابعة لمركز إيتاي البارود محافظة البحيرة.